# Giải vô địch bóng rổ thế giới 2023 (Bảng B)

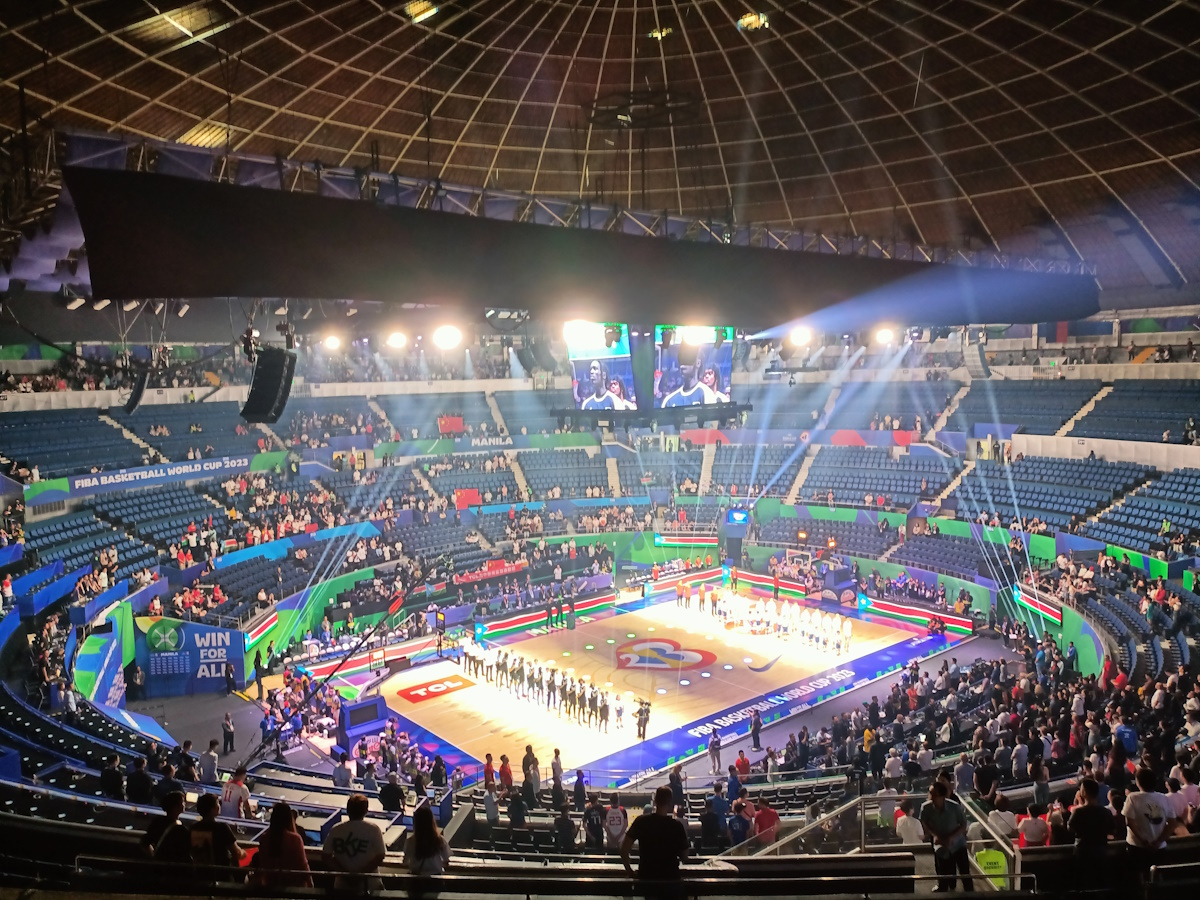
Hình ảnh tại Đấu trường Araneta trước trận đấu giữa Trung Quốc và Nam Sudan.

Bảng B là một trong tám bảng đấu trong giai đoạn vòng bảng của Giải vô địch bóng rổ thế giới 2023, diễn ra từ ngày 26 đến ngày 30 tháng 8 năm 2023, bao gồm các đội Nam Sudan, Serbia, Trung Quốc và Puerto Rico, trong đó Serbia và Puerto Rico từng nằm chung bảng với nhau tại vòng 2 giải đấu trước. Mỗi đội thi đấu vòng bảng theo thể thức vòng tròn một lượt tính điểm, mỗi đội gặp nhau đúng 1 lần duy nhất, tất cả các trận đấu của bảng diễn ra tại Đấu trường Araneta, Thành phố Quezon, Philippines. Hai đội đứng đầu bảng sẽ giành vé vào vòng 2, còn 2 đội cuối bảng sẽ phải thi đấu vòng phân hạng 17–32.

## Các đội tuyển
| Đội tuyển   | Vượt qua vòng loại                | Vượt qua vòng loại      | Số lần tham dự   | Số lần tham dự | Số lần tham dự           | Thành tích tốt nhất  | Thứ hạng |
| Đội tuyển   | Với tư cách                       | Ngày vượt qua vòng loại | Lần cuối tham dự | Số lần tham dự | Số lần tham dự liên tiếp | Thành tích tốt nhất  | Thứ hạng |
| ----------- | --------------------------------- | ----------------------- | ---------------- | -------------- | ------------------------ | -------------------- | -------- |
| Nam Sudan   | 2 đội đầu bảng F khu vực châu Phi | 24 tháng 2 năm 2023     | —                | 1              | 1                        | Lần đầu tham dự      | 63       |
| Serbia      | 3 đội đầu bảng I khu vực châu Âu  | 27 tháng 2 năm 2023     | 2019             | 7              | 7                        | Vô địch (1998, 2002) | 6        |
| Trung Quốc  | 3 đội đầu bảng F khu vực châu Á   | 14 tháng 11 năm 2022    | 2019             | 10             | 2                        | Hạng 8 (1994)        | 27       |
| Puerto Rico | 3 đội đầu bảng F khu vực châu Mỹ  | 26 tháng 2 năm 2023     | 2019             | 15             | 10                       | Hạng tư (1994)       | 21       |

## Bảng xếp hạng
| VT | Đội         | ST | T | B | ĐT  | ĐB  | HS  | Đ | Giành quyền tham dự |
| -- | ----------- | -- | - | - | --- | --- | --- | - | ------------------- |
| 1  | Serbia      | 3  | 3 | 0 | 314 | 223 | +91 | 6 | Vòng 2              |
| 2  | Puerto Rico | 3  | 2 | 1 | 285 | 279 | +6  | 5 | Vòng 2              |
| 3  | Nam Sudan   | 3  | 1 | 2 | 268 | 285 | −17 | 4 | Phân hạng 17–32     |
| 4  | Trung Quốc  | 3  | 0 | 3 | 221 | 301 | −80 | 3 | Phân hạng 17–32     |

## Các trận đấu
Tất cả các trận đấu được diễn ra theo (UTC+8).

### Nam Sudan vs Puerto Rico
| 26 tháng 8 năm 2023 16:00 | Chi tiết | Nam Sudan                                                             | 96–101 | Puerto Rico                                                                 | OT | Đấu trường Araneta, Thành phố Quezon Số khán giả: 3,166 Trọng tài: Guilherme Locatelli (Brasil), Luis Castillo (Tây Ban Nha), Carlos Peralta (Ecuador) |
| 26 tháng 8 năm 2023 16:00 | Chi tiết | Điểm mỗi set: 29–21, 23–18, 15–18, 14–21, OT: 15–20                   |        |                                                                             | OT | Đấu trường Araneta, Thành phố Quezon Số khán giả: 3,166 Trọng tài: Guilherme Locatelli (Brasil), Luis Castillo (Tây Ban Nha), Carlos Peralta (Ecuador) |
| 26 tháng 8 năm 2023 16:00 | Chi tiết | Điểm: Jones 38 Chụp bóng bật bảng: Gabriel, Shayok 7 Hỗ trợ: Jones 11 |        | Điểm: Thompson Jr. 21 Chụp bóng bật bảng: Thompson Jr. 13 Hỗ trợ: Waters 11 | OT | Đấu trường Araneta, Thành phố Quezon Số khán giả: 3,166 Trọng tài: Guilherme Locatelli (Brasil), Luis Castillo (Tây Ban Nha), Carlos Peralta (Ecuador) |

### Serbia vs Trung Quốc
| 26 tháng 8 năm 2023 20:00 | Chi tiết | Serbia                                                                                           | 105–63 | Trung Quốc                                                         |  | Đấu trường Araneta, Thành phố Quezon Số khán giả: 7,298 Trọng tài: Yohan Rosso (Pháp), Andris Aunkrogers (Latvia), Rabah Noujaim (Liban) |
| 26 tháng 8 năm 2023 20:00 | Chi tiết | Điểm mỗi set: 25–14, 30–20, 22–13, 28–16                                                         |        |                                                                    |  | Đấu trường Araneta, Thành phố Quezon Số khán giả: 7,298 Trọng tài: Yohan Rosso (Pháp), Andris Aunkrogers (Latvia), Rabah Noujaim (Liban) |
| 26 tháng 8 năm 2023 20:00 | Chi tiết | Điểm: Bogdanović, Marinković 14 Chụp bóng bật bảng: Milutinov, Ristić 6 Hỗ trợ: Gudurić, Jović 6 |        | Điểm: Zhao R. 17 Chụp bóng bật bảng: Cui, Zhou 5 Hỗ trợ: Zhao J. 6 |  | Đấu trường Araneta, Thành phố Quezon Số khán giả: 7,298 Trọng tài: Yohan Rosso (Pháp), Andris Aunkrogers (Latvia), Rabah Noujaim (Liban) |

### Trung Quốc vs Nam Sudan
| 28 tháng 8 năm 2023 16:00 | Chi tiết | Trung Quốc                                             | 69–89 | Nam Sudan                                                    |  | Đấu trường Araneta, Thành phố Quezon Số khán giả: 4,416 Trọng tài: Guilherme Locatelli (Brasil), Kerem Baki (Thổ Nhĩ Kỳ), Martin Vulić (Croatia) |
| 28 tháng 8 năm 2023 16:00 | Chi tiết | Điểm mỗi set: 14–22, 26–22, 13–19, 16–26               |       |                                                              |  | Đấu trường Araneta, Thành phố Quezon Số khán giả: 4,416 Trọng tài: Guilherme Locatelli (Brasil), Kerem Baki (Thổ Nhĩ Kỳ), Martin Vulić (Croatia) |
| 28 tháng 8 năm 2023 16:00 | Chi tiết | Điểm: Li 22 Chụp bóng bật bảng: Li 5 Hỗ trợ: Zhao J. 4 |       | Điểm: Jones 21 Chụp bóng bật bảng: Maluach 6 Hỗ trợ: Jones 6 |  | Đấu trường Araneta, Thành phố Quezon Số khán giả: 4,416 Trọng tài: Guilherme Locatelli (Brasil), Kerem Baki (Thổ Nhĩ Kỳ), Martin Vulić (Croatia) |

### Puerto Rico vs Serbia
| 28 tháng 8 năm 2023 20:00 | Chi tiết | Puerto Rico                                                      | 77–94 | Serbia                                                                            |  | Đấu trường Araneta, Thành phố Quezon Số khán giả: 2,944 Trọng tài: Yohan Rosso (Pháp), Leandro Zalazar (Argentina), Carlos Peralta (Ecuador) |
| 28 tháng 8 năm 2023 20:00 | Chi tiết | Điểm mỗi set: 15–27, 12–30, 31–18, 19–19                         |       |                                                                                   |  | Đấu trường Araneta, Thành phố Quezon Số khán giả: 2,944 Trọng tài: Yohan Rosso (Pháp), Leandro Zalazar (Argentina), Carlos Peralta (Ecuador) |
| 28 tháng 8 năm 2023 20:00 | Chi tiết | Điểm: Piñeiro 14 Chụp bóng bật bảng: Conditt 11 Hỗ trợ: Waters 9 |       | Điểm: Bogdanović, N. Jović 17 Chụp bóng bật bảng: Milutinov 15 Hỗ trợ: S. Jović 6 |  | Đấu trường Araneta, Thành phố Quezon Số khán giả: 2,944 Trọng tài: Yohan Rosso (Pháp), Leandro Zalazar (Argentina), Carlos Peralta (Ecuador) |

### Nam Sudan vs Serbia
| 30 tháng 8 năm 2023 16:00 | Chi tiết | Nam Sudan                                               | 83–115 | Serbia                                                                 |  | Đấu trường Araneta, Thành phố Quezon Số khán giả: 5,848 Trọng tài: Yohan Rosso (Pháp), Kerem Baki (Thổ Nhĩ Kỳ), Rabah Noujaim (Liban) |
| 30 tháng 8 năm 2023 16:00 | Chi tiết | Điểm mỗi set: 20–30, 19–26, 26–27, 18–32                |        |                                                                        |  | Đấu trường Araneta, Thành phố Quezon Số khán giả: 5,848 Trọng tài: Yohan Rosso (Pháp), Kerem Baki (Thổ Nhĩ Kỳ), Rabah Noujaim (Liban) |
| 30 tháng 8 năm 2023 16:00 | Chi tiết | Điểm: Jok 21 Chụp bóng bật bảng: Omot 5 Hỗ trợ: Jones 6 |        | Điểm: N. Jović 25 Chụp bóng bật bảng: Milutinov 10 Hỗ trợ: S. Jović 13 |  | Đấu trường Araneta, Thành phố Quezon Số khán giả: 5,848 Trọng tài: Yohan Rosso (Pháp), Kerem Baki (Thổ Nhĩ Kỳ), Rabah Noujaim (Liban) |

### Trung Quốc vs Puerto Rico
| 30 tháng 8 năm 2023 20:00 | Chi tiết | Trung Quốc                                                        | 89–107 | Puerto Rico                                                    |  | Đấu trường Araneta, Thành phố Quezon Số khán giả: 7,166 Trọng tài: Gatis Saliņš (Latvia), Luis Castillo (Tây Ban Nha), Carlos Peralta (Ecuador) |
| 30 tháng 8 năm 2023 20:00 | Chi tiết | Điểm mỗi set: 16–23, 21–29, 32–26, 20–29                          |        |                                                                |  | Đấu trường Araneta, Thành phố Quezon Số khán giả: 7,166 Trọng tài: Gatis Saliņš (Latvia), Luis Castillo (Tây Ban Nha), Carlos Peralta (Ecuador) |
| 30 tháng 8 năm 2023 20:00 | Chi tiết | Điểm: Zhao R. 16 Chụp bóng bật bảng: Qi, Wang 5 Hỗ trợ: Zhao J. 5 |        | Điểm: Waters 22 Chụp bóng bật bảng: Romero 10 Hỗ trợ: Waters 6 |  | Đấu trường Araneta, Thành phố Quezon Số khán giả: 7,166 Trọng tài: Gatis Saliņš (Latvia), Luis Castillo (Tây Ban Nha), Carlos Peralta (Ecuador) |

## Thống kê

### Điểm
| # | Cầu thủ           | Số trận đấu | Số điểm | Số điểm trên một trận |
| - | ----------------- | ----------- | ------- | --------------------- |
| 1 | Carlik Jones      | 3           | 59      | 19.7                  |
| 2 | Bogdan Bogdanović | 3           | 54      | 18.0                  |
| 3 | Nikola Jović      | 3           | 51      | 17.0                  |
| 4 | Tremont Waters    | 3           | 50      | 16.7                  |
| 5 | Triệu Thụy        | 3           | 46      | 15.3                  |

### Chụp bóng bật bảng
| # | Cầu thủ              | Số trận đấu | Số pha chụp bóng bật bảng | Số pha chụp bóng bật bảng trên một trận |
| - | -------------------- | ----------- | ------------------------- | --------------------------------------- |
| 1 | Nikola Milutinov     | 3           | 31                        | 10.3                                    |
| 2 | George Conditt IV    | 3           | 29                        | 9.7                                     |
| 3 | Ismael Romero        | 3           | 24                        | 8.0                                     |
| 4 | Stephen Thompson Jr. | 3           | 15                        | 5.0                                     |
| 5 | Marial Shayok        | 3           | 14                        | 1.7                                     |

### Hỗ trợ
| # | Cầu thủ           | Số trận đấu | Số pha hỗ trợ | Số pha hỗ trợ trên một trận |
| - | ----------------- | ----------- | ------------- | --------------------------- |
| 1 | Tremont Waters    | 3           | 26            | 8.7                         |
| 2 | Stefan Jović      | 3           | 25            | 8.3                         |
| 3 | Carlik Jones      | 3           | 23            | 7.7                         |
| 4 | Bogdan Bogdanović | 3           | 17            | 5.7                         |
| 5 | Triệu Kế Vi       | 3           | 15            | 5.0                         |

### Chắn bóng
| # | Cầu thủ           | Số trận đấu | Số pha chắn bóng | Số pha chắn bóng trên một trận |
| - | ----------------- | ----------- | ---------------- | ------------------------------ |
| 1 | Wenyen Gabriel    | 3           | 5                | 1.7                            |
| 1 | Chu Kỳ            | 3           | 5                | 1.7                            |
| 3 | George Conditt IV | 3           | 4                | 1.3                            |
| 4 | Dejan Davidovac   | 3           | 3                | 1.0                            |
| 4 | Khaman Maluach    | 2           | 2                | 1.0                            |

### Cướp bóng
| # | Cầu thủ              | Số trận đấu | Số pha cướp bóng | Số pha cướp bóng trên một trận |
| - | -------------------- | ----------- | ---------------- | ------------------------------ |
| 1 | Tremont Waters       | 3           | 8                | 2.7                            |
| 2 | Bogdan Bogdanović    | 3           | 6                | 2.0                            |
| 2 | Stephen Thompson Jr. | 3           | 6                | 2.0                            |
| 2 | Aleksa Avramović     | 2           | 4                | 2.0                            |
| 5 | Ognjen Dobrić        | 3           | 4                | 1.4                            |

### Số phút thi đấu
| # | Cầu thủ           | Số trận đấu | Số phút thi đấu | Số phút trên một trận |
| - | ----------------- | ----------- | --------------- | --------------------- |
| 1 | Tremont Waters    | 3           | 105             | 35.1                  |
| 2 | George Conditt IV | 3           | 90              | 30.2                  |
| 3 | Carlik Jones      | 3           | 89              | 29.7                  |
| 4 | Bogdan Bogdanović | 3           | 83              | 27.9                  |
| 5 | Ismael Romero     | 3           | 81              | 27.2                  |

### Tỷ lệ ném phạt
| # | Cầu thủ           | Số pha ném phạt chính xác | Số pha ném phạt | Tỷ lệ |
| - | ----------------- | ------------------------- | --------------- | ----- |
| 1 | Bogdan Bogdanović | 3                         | 10/11           | 90.9  |
| 2 | Aleksa Avramović  | 2                         | 8/9             | 88.9  |
| 2 | Majok Deng        | 3                         | 8/9             | 88.9  |
| 4 | Triệu Thụy        | 3                         | 10/12           | 83.3  |
| 5 | Jordan Howard     | 3                         | 8/10            | 80.0  |

### Tỷ lệ ném trúng mục tiêu
| # | Cầu thủ          | Số cú ném trúng mục tiêu | Số cú ném | Tỷ lệ |
| - | ---------------- | ------------------------ | --------- | ----- |
| 1 | Nikola Jović     | 18                       | 24        | 75.0  |
| 2 | Ismael Romero    | 18                       | 25        | 72.0  |
| 3 | Nikola Milutinov | 17                       | 25        | 68.0  |
| 4 | Marial Shayok    | 14                       | 27        | 51.9  |
| 5 | Triệu Thụy       | 15                       | 29        | 51.7  |

### Hiệu suất trong các pha tấn công
| # | Cầu thủ           | Số trận đấu | Số điểm ghi được | Số điểm ghi được trên một trận | Hiệu suất | Hiệu suất trên một trận |
| - | ----------------- | ----------- | ---------------- | ------------------------------ | --------- | ----------------------- |
| 1 | Nikola Milutinov  | 3           | 25.2             | 13.3                           | 73.0      | 24.3                    |
| 2 | Carlik Jones      | 3           | 29.7             | 19.7                           | 62.0      | 20.7                    |
| 2 | Nikola Jović      | 3           | 25.0             | 17.0                           | 62.0      | 20.7                    |
| 4 | Bogdan Bogdanović | 3           | 27.9             | 18.0                           | 59.0      | 19.7                    |
| 5 | Ismael Romero     | 3           | 27.2             | 14.0                           | 54.0      | 18.0                    |
| 5 | Tremont Waters    | 3           | 35.1             | 16.7                           | 54.0      | 18.0                    |